# Estádio dos Eucaliptos
Az Estádio dos Eucaliptos egy labdarúgó-stadion volt Porto Alegrében, Brazíliában. A stadion 1931-ben épült, maximális befogadóképessége 20 000 fő volt.
Az 1950-es labdarúgó-világbajnokság egyik helyszíne volt, két csoportmérkőzést rendeztek itt. Az Internacional otthonául szolgált. 2012-ben lebontották.

## Események

### 1950-es világbajnokság
| Dátum       | Időpont UTC–3 | Pályaválasztó | Eredmény | Vendég | Forduló    | Nézők  |
| ----------- | ------------- | ------------- | -------- | ------ | ---------- | ------ |
| 1950.06.28. | 18.15         | Jugoszlávia   | 4–1      | Mexikó | 1. csoport | 11 078 |
| 1950.07.02. | 15.40         | Svájc         | 2–1      | Mexikó | 1. csoport | 3 580  |